# Wian Sullwald
Wian Sullwald (1993) es un deportista sudafricano que compite en triatlón. Ganó una medalla en los Juegos Panafricanos de 2011, y cinco medallas en el Campeonato Africano de Triatlón entre los años 2013 y 2019.

## Palmarés internacional
| Juegos Panafricanos | Juegos Panafricanos      | Juegos Panafricanos | Juegos Panafricanos |
| Año                 | Lugar                    | Medalla             | Prueba              |
| ------------------- | ------------------------ | ------------------- | ------------------- |
| 2011                | Maputo (Mozambique)      | Medalla de bronce   | Individual          |
| Campeonato Africano |                          |                     |                     |
| Año                 | Lugar                    | Medalla             | Prueba              |
| 2013                | Agadir (Marruecos)       | Medalla de plata    | Individual          |
| 2014                | Troutbeck (Zimbabue)     | Medalla de bronce   | Individual          |
| 2015                | Sharm el-Sheij (Egipto)  | Medalla de plata    | Individual          |
| 2016                | Buffalo City (Sudáfrica) | Medalla de plata    | Individual          |
| 2019                | Shandrani (Mauricio)     | Medalla de oro      | Individual          |